# 7359 Messier
7359 Messier este o planetă minoră (asteroid), cu un diametru de 11,991 km, din centura de asteroizi. A fost descoperită pe 16 ianuarie 1996 la Observatorul Kleť de Miloš Tichý⁠(d) și a fost numită după Charles Messier. 
Obiectul prezintă o orbită caracterizată de o semiaxă mare de 3,0984877 UAi, o excentricitate de 0,177558, o înclinație de 3,6681 ° în raport cu ecliptica.